# کاظم کورس
کاظم کورس (زاده ۱۲۸۶ - درگذشته ۱۳٧٠) سیاست‌مدار ایرانی بود، که در دوره‌های  بیستم، بیست و یکم،  بیست و دوم و  بیست و سوم، مجلس شورای ملی به‌عنوان نماینده تهران در مجلس شورای ملی حضور داشت.

## زندگی‌نامه
کاظم کورس فرزند رحیم، بازرگان و سیاستمدار ایرانی، به سال ١٢٨۶ در تهران متولد شد. پس از اتمام دوره متوسطه در  مدرسه شرف مظفری تهران به كار بازرگانى پرداخت و در بین جامعه‏ بازرگانان مورد توجه قرار گرفت و به عضویت هیئت‌مدیره و همچنین نایب‌رئیس اتاق بازرگانی تهران منصوب شد. 
از جمله مسئوولیت‌های وی، مدیر کارخانجات پارچه‌بافی ری، نایب رئیس اتاق بازرگانی، نماینده کارفرمایان در سازمان بیمه‌های اجتماعی، نماینده کارخانجات صنایع نساجی در اتاق صنایع تهران، عضو هیئت‌مدیره مرکزی جمعیت شیروخورشید، عضو انجمن شهر تهران، عضو هیئت امنای مؤسسه آموزشی فرح پهلوی، عضو هیئت‌مدیره کارخانجات بافندگی اصفهان، رئیس هیئت‌مدیره کارخانجات شرکت جوراب، عضو هیئت‌مدیره کارخانجات تولیدی و بازرگانی ایران، عضو هیئت‌امنای دانشگاه ملی ایران بود. 

## نمایندگی مجلس
او در انتخابات دوره‌های بیستم، بیست ‏و یكم، بیست‏ و دوم و بیست و سوم به عنوان نماینده مردم تهران در مجلس شورای ملی حضور داشت.  در سال ١٣۵۴ در انتخابات رستاخیزى كاندیداى مجلس سنا شد و در دوره‏ هفتم سنا با سمت سناتور انتخابى تهران در كاخ سنا جاى گرفت. کورس پس از تحمل بیماری در سال ١٣٧٠ درگذشت.